# The Scarecrow
The Scarecrow és un tema del grup britànic de rock progressiu Pink Floyd que es va publicar en el seu àlbum de debut The Piper at the Gates of Dawn. La cançó fou escrita per Syd Barrett, i és una cançó que parla sobre l'existencialisme. També en la cara B del single See Emily Play.

## Història
La cançó conté temes existencialistes naixents, ja que Barrett compara la seva pròpia existència amb la de l'espantaocells, que, tot i que és més "trist", també està "resignat al seu destí". Aquest contingut temàtic es convertiria més tard en un pilar de la imatge lírica de la banda. La cançó conté una secció instrumental folk barroca i psicodèlica que consta de guitarra acústica de 12 cordes i violoncel. Com a reflex de la naturalesa experimental de moltes de les primeres peces psicodèliques de la banda, tots els instruments es desplacen a l'extrem esquerre i a la dreta de l'estèreo, amb dues línies vocals, una parlada i una cantada. El senzill nord-americà (Tower 356) va ser llançat per Tower Records tres vegades entre juliol de 1967 i finals de 1968. Cada vegada va fallar en replicar el seu èxit al Regne Unit.

## Vídeos musicals
Una pel·lícula promocional de la cançó, feta per a un telenotícies de Pathé i filmada a principis de juliol de 1967, presenta la banda en un camp obert amb un espantaocells, generalment fent la broma. Mostra a Roger Waters caient com si l'haguessin disparat, i Nick Mason intercanviant el seu barret amb el de l'espantaocells. Part of this film has been featured in Waters' live performances of "Set the Controls for the Heart of the Sun".
Una segona promoció va ser filmada l'any 1968 a Brussel·les, Bèlgica, amb David Gilmour substituint Barrett, i Waters fent una sincronització de llavis mentre tocava el seu baix Rickenbacker amb un arc de violí.

## Versions
La banda industrial Rx va fer la versió «The Scarecrow» al seu àlbum Bedside Toxicology. La veu per a la cançó li va posar Nivek Ogre de Skinny Puppy.

## Crèdits
- Syd Barrett - veu, guitarra
- Roger Waters - baix
- Rick Wright - teclats
- Nick Mason - bateria, percussió